# Яблуневі
Яблуневі (Maloideae) — колишня підродина рослин родини розових порядку розоцвітих, яка характеризується в традиційному описі плодом, що складається з п'яти капсул (ядер) в м'ясистому ендокарпі, оточеному тканиною стебла, і гаплоїдним числом хромосом 17. Ці рослини — кущі і невеликі дерева. Група включає цілий ряд рослин важливих у сільському господарстві, наприклад яблуню і грушу.
Недавні дослідження з кладистики розширюють Maloideae, включаючи ряд трав'янистих родів, які значно ближче пов'язані до традиційних Maloideae, ніж до інших видів Rosaceae. Ці роди: Kageneckia, Lindleya і Vauquelinia, які мають гаплоїдне число хромосоми 15 або 17, але формують плоди, які є капсулами, і родом Gillenia, який має гаплоїдне число хромосом 9.
Останні молекулярні філогенетичні дані показали, що традиційні Spiraeoideae та Amygdaloideae складають частину того ж кладу, що і традиційні Maloideae, і правильна назва цієї групи — Amygdaloideae (мигдалеві). Більш ранні описи Maloideae більш-менш еквівалентні підтрибі Malinae або трибі Maleae (яблуні).

## Роди
- Ірга (Amelanchier)
- Горобина арія (Aria)
- Чорноплідна горобина (Aronia)
- Японська айва (Chaenomeles)
- Chamaemeles
- Chamaemespilus
- Cormus
- Кизильник (Cotoneaster)
- Глід (Crataegus)
- Айва (Cydonia)
- Dichotomanthes
- Docynia
- Docyniopsis
- Локва (Eriobotrya)
- Eriolobus
- Heteromeles
- Kageneckia
- Lindleya
- Malacomeles
- Яблуня (Malus)
- Мушмула (Mespilus)
- Osteomeles
- Peraphyllum
- Photinia
- Pyracantha
- Груша (Pyrus)
- Rhaphiolepis
- Горобина (Sorbus)
- Stranvaesia
- Torminalis
- Vauquelinia
- x Crataemespilus